# فرنسيس ديفيس
فرنسيس ديفيس (بالإنجليزية: Francis Davis)‏ هو كاتب غير روائي أمريكي، ولد في 30 أغسطس 1946 في فيلادلفيا في الولايات المتحدة.